# Ford Aerostar
La Ford Aerostar è un'autovettura prodotta dal 1986 al 1997 dalla casa automobilistica statunitense Ford. 
Prima vettura del tipo monovolume prodotto dalla Ford nella sua storia, fu commercializzata per concorrere nel mercato dei minivan statunitensi, insieme al Chevrolet Astro e le prime due generazioni della Chrysler Minivan.
Primo monovolume alimentato esclusivamente da motori V6, l'Aerostar è stato anche uno dei primi veicoli a introdurre la trazione integrale nel segmento delle monovolume nel Nord America. La vettura è stata venduta in più configurazioni, come furgone passeggeri e cargo, o con una carrozzeria allungata. Venduto principalmente negli Stati Uniti e in Canada, pochi esemplari furono anche esportati al di fuori del Nord America. Nel 1990 Aerostar la rivista Motor Trend le ha assegnato il premio Truck of the Year for 1990.
L'Aerostar fu sostituito nel 1995 dalla Ford Windstar a trazione anteriore. Ford ha venduto entrambe le vetture contemporaneamente fino al 1997. 
Per tutta la sua produzione, il modello è stata assemblato nello stabilimento di St. Louis a Hazelwood, in Missouri. In totale, sono stati prodotti 2 029 577 veicoli.